# Abisobiont
Abisobiont – zwierzę żyjące w strefie abisalu, występuje w niewielkim zagęszczeniu. Panujące tam warunki środowiskowe, jak całkowity brak światła, wysokie ciśnienie, względnie stała temperatura, stałe zasolenie, sprawiają, że jest to organizm cudzożywny. Jednorodność środowiskowa powoduje ich słabe geograficzne zróżnicowanie.